# Club Esportiu Binissalem
El Club Esportiu Binissalem (en castellà i oficialment Club Deportivo Binissalem) és un club de futbol de la vila de Binissalem, a Mallorca. Tot i que els orígens es remunten a 1914, amb la fundació d'un club anomenat Ibèric FC, finalment el club es dissolgué el 1928 i, el 1932, aparegué l'actual CE Binissalem, que es constituí oficialment el 1933. Disputa els partits com a local al Camp Municipal Miquel Pons (conegut popularment amb l'antic nom de can Fetis), actualment a la Tercera Divisió.

## Història

### Orígens del futbol a Binissalem
El futbol començà a aparèixer a les vides dels binissalemers cap a 1913, any durant el qual tenim les primeres notícies que es disputassin conteses futbolístiques a la vila. Fou, però, el 1914 l'any en què el futbol prengué l'embranzida definitiva a Binissalem: el 2 d'agost de 1914, en un clima d'incertesa política atès que feia cinc dies que havia esclatat la Primera Guerra Mundial, s'inaugurava el primer camp de futbol de Binissalem, ses Parellades, en un partit presenciat per 1.500 persones en què s'enfrontaren dos combinats de la Congregació Mariana de Binissalem que dugueren per nom Jaume I FC i Ibèric FC. El partit va tenir molt bona recepció entre la població i es va repetir diverses vegades al llarg dels primers anys. Amb el temps, es començaren a disputar amistosos amb clubs de fora de la localitat, però la cosa no anava més enllà atès que, llavors, encara no hi havia competició federada a Mallorca.

### L'Ibèric FC
Amb el temps, l'Ibèric s'imposà al Jaume I, el qual acabà per dissoldre's en l'Ibèric i descomparèixer. L'equip vestia una camiseta amb els colors de la bandera espanyola disposats verticalment i calçons i calces negres. L'any 1922 abandonà el camp de ses Parellades per traslladar-se al camp de sa Mostra, inaugurat en un partit contra l'Alfons XIII que acabà 1-3, favorable als visitants.
El 1924, l'equip fou rebutjat per a inscriure's al Comitè Provincial de Balears, entitat adscrita a la Federació Catalana de Futbol (aleshores encara no existia la Federació de Futbol de les Illes Balears) perquè no complia els requisits econòmics i perquè el comitè considerà que el camp no reunia les condicions reglamentàries. El club treballà per a aconseguir un terreny de joc en condicions i el 1926, quan neix la Federació de Futbol de les Illes Balears, el club disposa d'un nou terreny, el camp de es Molinot. Amb tot, el camp tampoc no tenia les condicions necessàries i fou exclòs de la competició (la primera edició del Campionat de Mallorca de futbol, que l'Ibèric disputava a la segona categoria. Ja fora de la competició, l'estiu de 1928 el club fou sancionat econòmicament de la Federació per disputar un partit sense permís federatiu; l'exclusió de la Federació i la sanció econòmica produïren una gran decepció a la vila, i el futbol organitzat desaparegué del tot.

### El CE Binissalem

#### Fundació
El futbol tornà a Binissalem el 27 de novembre de 1932, quan s'inaugurà el camp de Can Fetis en un partit contra el Constància, un dels equips amb més seguidors de l'illa. Per a competir-hi nasqué un nou club, el Club Esportiu Binissalem (en castellà i oficialment Club Deportivo Binisalem).
El nou club tenia un caire totalment diferent fruit del canvi polític que havia portat la República: vestia de color blau, i no amb els colors de la bandera espanyola del club anterior, i no estava vinculat a cap entitat religiosa, ans era una entitat laica i independent. Es va constituir oficialment com a club el 14 de maig de 1933.

#### Primers anys
El club va començar a competir la temporada 1933-34 a la segona categoria del futbol mallorquí, aleshores coneguda amb el nom de Torneig Foment del Futbol. Es proclamà campió del seu grup, però perdé la final contra el Mediterrani.
Durant la guerra, el Binissalem no participà en competicions oficials i es limità a jugar qualque partit amistós. Acabada la guerra, reprengué la participació en la competició federada, ara al campionat de tercera categoria (anomenat lliga amateur), el qual va perdre la darrera jornada contra el Joventut Esportiva Llosetina.

#### Les conseqüències de la guerra
Més enllà dels represaliats i els morts en combat i els problemes derivats de la fam i la inseguretat econòmica, el franquisme també dugué molts de canvis polítics i ideològics a Binissalem, entre els quals l'afecció declarada del club als principis del moviment. L'entitat canvià de nom i passà a anomenar-se Club Deportivo Azul; arran d'aquest canvi, la gent començà a anomenar l'equip azules, d'on prové l'actual sobrenom d'assules amb el qual encara ara el poble coneix l'equip.
El 24 de febrer de 1945, la directiva aprovà el canvi de nom per a recuperar l'antic nom de CD Binisalem (naturalment, aleshores era impossible de tenir un nom en català).

#### A l'elit del futbol mallorquí
La temporada 1946-47 es proclamà campió de la segona categoria i aconseguí l'ascens a la primera categoria. Finalment, la temporada 1953-54 fou subcampió de la primera categoria del futbol regional mallorquí i es guanyà una plaça, per primera vegada a la història, a Tercera Divisió. En aquesta primera etapa s'hi va estar cinc anys, amb un parèntesi la temporada 1958-59, la qual disputà a la primera regional. Anys més tard hi va tornar, la temporada 1966-67, però només s'hi va mantenir dos anys per mor d'una reestructuració de la categoria, a la qual li restaren grups. El club no hi tornaria fins a la temporada 1979-80 gràcies, de nou, a l'ampliació del nombre de grups.

#### Competència i desgast
Cap als anys vuitanta es funda una nova societat esportiva a Binissalem, el Club Esportiu Sant Jaume, el qual disposava d'una bona infrastructura de futbol base. Aleshores, el Binissalem es trobava a la tercera divisió, però el 1984 el club descendí a Preferent; la situació econòmica era delicada, i aparegué la possibilitat que els dos clubs es fusionassin. La proposta duia per nom el de Unió Esportiva Binissalem, un canvi de nom que els directius del Binissalem no estaren disposats a acceptar. La decisió fou desencertada, si més no esportivament, atès que el Sant Jaume deixà de competir en categoria sènior el 1985 i el Binissalem passà més de deu anys per les categories regionals del futbol mallorquí.

#### Retorn a l'elit
Finalment, el 1994 tornaren a Tercera i, per bé que feren una mala temporada 1994-95 i davallaren de nou a Preferent, la temporada següent recuperaren la categoria i no la perdrien pus fins avui. El club passà quinze anys plàcids a la categoria gairebé sense patir per salvar-se (solament hagué de sofrir la temporada 2001-02) i amb qualque participació esporàdica als playoffs d'ascens a Segona B.
El 2012 arribà el moment més exitós de la història de l'entitat: foren subcampions de grup per darrere del Constància i, després de superar el filial de l'Albacete i el Manlleu, eliminaren també el Madrid C i aconseguiren una plaça a la Segona Divisió B. La campanya no fou bona i el Binissalem acabà en darrera posició, però es va saber mantenir i els anys que seguiren es mantengué a les posicions altes de la Tercera Divisió.

## Terrenys de joc
El primer camp de futbol de Binissalem fou el de ses Parellades, inaugurat el 2 d'agost de 1914 i situat al nord de la vila, devora l'estació de tren i l'antic quarter de la guàrdia civil.
L'any 1922, l'Ibèric es traslladà al camp de sa Mostra, inaugurat el 17 de desembre i situat a llevant de la vila, a l'actual carrer del Catedràtic Llabrés.
El 1926, l'Ibèric es traslladà al camp de es Molinot, inaugurat el 20 de juny en un partit contra l'Alfons XIII.
El 1932, coincidint amb la fundació del CE Binissalem, s'inaugurà el camp de Can Fetis, l'actual terreny de joc del CE Binissalem. El 1984 baratà el nom pel de Camp Municipal Miquel Pons, el nom que rep actualment.